# Olympische Sommerspiele 1972/Gewichtheben – Mittelschwergewicht (Männer)
Das Gewichtheben im Mittelschwergewicht bei den Olympischen Sommerspielen 1972 in München wurde am 3. September in der Gewichtheberhalle auf dem Messegelände Theresienhöhe ausgetragen.
Der Wettkampf galt gleichzeitig als Weltmeisterschaft. Somit wurden in den jeweiligen Teildisziplinen auch Weltmeisterschaftsmedaillen vergeben.

## Wettkampfformat
Die Athleten traten im sogenannten Dreikampf gegeneinander an. Dieser bestand aus den Disziplinen Drücken, Reißen und Stoßen. Jeder Athlet hatte für jede der drei Disziplinen drei Versuche, der beste Versuch einer jeden Disziplin wurde gewertet und mit den anderen addiert. Sieger war der Athlet, welcher hieraus das meiste Gesamtgewicht vorweisen konnte.

## Neue Rekorde
Folgende neue Rekorde wurden während des Wettkampfes aufgestellt:
| Olympischer Rekord | Stoßen    | Rick Holbrook ( Vereinigte Staaten) | 197,5 kg |
| Olympischer Rekord | Dreikampf | Andon Nikolow ( Bulgarien)          | 525,0 kg |
| Olympischer Rekord | Drücken   | Dawid Rigert ( Sowjetunion)         | 187,5 kg |

## Ergebnisse
| Rang | Athlet               | Nation             | Kgw.  | Drücken (kg) | Drücken (kg) | Drücken (kg) | Drücken (kg) | Reißen (kg) | Reißen (kg) | Reißen (kg) | Reißen (kg) | Stoßen (kg) | Stoßen (kg) | Stoßen (kg) | Stoßen (kg) | Gesamt (kg) |
| Rang | Athlet               | Nation             | Kgw.  | 1            | 2            | 3            | Erg.         | 1           | 2           | 3           | Erg.        | 1           | 2           | 3           | Erg.        | Gesamt (kg) |
| ---- | -------------------- | ------------------ | ----- | ------------ | ------------ | ------------ | ------------ | ----------- | ----------- | ----------- | ----------- | ----------- | ----------- | ----------- | ----------- | ----------- |
| 1    | Andon Nikolow        | Bulgarien          | 89,00 | 172,5        | 177,5        | 180,0        | 180,0        | 147,5       | 152,5       | 155,0       | 155,0       | 185,0       | 190,0       | 190,0       | 190,0       | 525,0 OR    |
| 2    | Atanas Schopow       | Bulgarien          | 89,80 | 172,5        | 177,5        | 180,0        | 180,0        | 140,0       | 145,0       | 145,0       | 145,0       | 192,5       | 192,5       | 202,5       | 192,5       | 517,5       |
| 3    | Hans Bettembourg     | Schweden           | 88,95 | 175,0        | 182,5        | 182,5        | 182,5        | 145,0       | 145,0       | 145,0       | 145,0       | 185,0       | 192,5       | 192,5       | 185,0       | 512,5       |
| 4    | Phil Grippaldi       | Vereinigte Staaten | 87,90 | 170,0        | 170,0        | 177,5        | 170,0        | 140,0       | 140,0       | 145,0       | 140,0       | 187,5       | 195,0       | 202,5       | 195,0       | 505,0       |
| 5    | Rick Holbrook        | Vereinigte Staaten | 88,50 | 157,5        | 162,5        | 162,5        | 162,5        | 145,0       | 145,0       | 145,0       | 145,0       | 190,0       | 197,5       | -           | 197,5 OR    | 505,0       |
| 6    | Nicolo Ciancio       | Australien         | 88,85 | 170,0        | 175,0        | 175,0        | 170,0        | 145,0       | 150,0       | 150,0       | 145,0       | 185,0       | 190,0       | 190,0       | 190,0       | 505,0       |
| 7    | Juan Curbelo         | Kuba               | 89,20 | 165,0        | 172,5        | 172,5        | 172,5        | 135,0       | 140,0       | 140,0       | 140,0       | 175,0       | 182,5       | 187,5       | 182,5       | 495,0       |
| 8    | Jaakko Kailajärvi    | Finnland           | 88,85 | 150,0        | 150,0        | 150,0        | 150,0        | 150,0       | 155,0       | 155,0       | 150,0       | 187,5       | 195,0       | 195,0       | 187,5       | 487,5       |
| 9    | Dietrich Leh         | BR Deutschland     | 89,85 | 165,0        | 170,0        | 170,0        | 170,0        | 140,0       | 145,0       | 145,0       | 140,0       | 177,5       | 177,5       | -           | 177,5       | 487,5       |
| 10   | Pierre Gourrier      | Frankreich         | 89,60 | 145,0        | 152,5        | 152,5        | 145,0        | 142,5       | 147,5       | 152,5       | 147,5       | 180,0       | 190,0       | 190,0       | 180,0       | 472,5       |
| 11   | Nikolaos Iliadis     | Griechenland       | 87,60 | 155,0        | 162,5        | 162,5        | 155,0        | 122,5       | 130,0       | 135,0       | 135,0       | 175,0       | 175,0       | 180,0       | 180,0       | 470,0       |
| 12   | Aimo Nieminen        | Finnland           | 89,65 | 150,0        | 155,0        | 155,0        | 150,0        | 140,0       | 140,0       | 145,0       | 140,0       | 170,0       | 170,0       | 170,0       | 170,0       | 460,0       |
| 13   | Guðmundur Sigurðsson | Island             | 88,60 | 142,5        | 147,5        | 147,5        | 142,5        | 130,0       | 135,0       | 137,5       | 135,0       | 170,0       | 177,5       | 182,5       | 177,5       | 455,0       |
| 14   | Rudolf Litsch        | Österreich         | 88,75 | 147,5        | 147,5        | 152,5        | 152,5        | 130,0       | 135,0       | 135,0       | 130,0       | 172,5       | 172,5       | 172,5       | 172,5       | 455,0       |
| 15   | Osman Mert           | Türkei             | 89,85 | 152,5        | 152,5        | 160,0        | 160,0        | 122,5       | 127,5       | 127,5       | 127,5       | 155,0       | 162,5       | 167,5       | 167,5       | 455,0       |
| 15   | Peter Arthur         | Großbritannien     | 89,85 | 150,0        | 155,0        | 155,0        | 150,0        | 130,0       | 135,0       | 135,0       | 130,0       | 170,0       | 175,0       | 177,5       | 175,0       | 455,0       |
| 17   | Wayne Wilson         | Kanada             | 89,70 | 137,5        | 137,5        | 137,5        | 137,5        | 120,0       | 127,5       | 132,5       | 127,5       | 170,0       | 177,5       | 177,5       | 170,0       | 435,0       |
| 18   | César Gaudin         | Puerto Rico        | 89,95 | 137,5        | 145,0        | 145,0        | 137,5        | 115,0       | 120,0       | 122,5       | 122,5       | 165,0       | 165,0       | 165,0       | 165,0       | 425,0       |
|      | Dawid Rigert         | Sowjetunion        | 88,60 | 180,0        | 180,0        | 187,5        | 187,5 OR     | 160,0       | 160,0       | 160,0       | NVL         |             |             |             |             | DNF         |
|      | Frank Rothwell       | Irland             | 87,60 | 132,5        | 132,5        | 132,5        | NVL          |             |             |             |             |             |             |             |             | DNF         |
|      | Ryoichi Goto         | Japan              | 89,60 | 162,5        | 162,5        | 162,5        | NVL          |             |             |             |             |             |             |             |             | DNF         |
|      | Rudolf Hill          | Österreich         | 89,65 | 160,0        | 160,0        | 160,0        | NVL          |             |             |             |             |             |             |             |             | DNF         |
|      | John Bolton          | Neuseeland         | 89,65 | 165,0        | 165,0        | 167,5        | NVL          |             |             |             |             |             |             |             |             | DNF         |